# Ника (река)
Ника (в верховье — Ника 2-я) — река в России, протекает по Томской области. Устье реки находится в 6 км по правому берегу реки Большая Суготка. Длина реки составляет 11 км.
Высота устья — 67,7 м над уровнем моря. Высота истока — 99,5 м над уровнем моря. В 3,7 км от устья справа впадает река Ника 1-я.

## Данные водного реестра
По данным государственного водного реестра России относится к Верхнеобскому бассейновому округу, водохозяйственный участок реки — Обь от впадения реки Чулым до впадения реки Кеть, речной подбассейн реки — Чулым. Речной бассейн реки — (Верхняя) Обь до впадения Иртыша.
Код объекта в государственном водном реестре — 13010500112115200022915.